# Julio Marigil
Julio Marigil Merino (Bilbao, 24 de agosto de 1936 - Oviedo, 24 de agosto de 2013) fue un jugador de fútbol profesional español que jugó en la demarcación de lateral izquierdo.

## Biografía
Julio Marigil debutó como futbolista profesional en 1955 a los 19 años de edad con el CD Logroñés, tras haber pasado previamente por el CD Txistu y el Euskalduna de San Sebastián. Dos temporadas después fichó por el Real Oviedo, club con el que permanecería hasta su retiro como futbolista. Julio debutó con el club el 15 de septiembre de 1957 con un resultado de 1-1 contra el CD Condal en el Camp de Les Corts. En su primera temporada consiguió el ascenso del club a primera división, aunque posteriormente en 1965 no pudo evitar el descenso del equipo nuevamente a segunda división. Finalmente en 1969 Julio Marigil se retiró como futbolista a los 32 años de edad tras sufrir un leve problema cardiovascular. Su último partido oficial fue el 19 de enero de 1969 en Oviedo contra el Real Murcia.
Además en la temporada 1959/60 fue convocado en una ocasión por la selección de fútbol sub-21 de España.
Tras su retiro como futbolista entrenó al Real Oviedo Vetusta, Universitario, Caudal Deportivo y al CD Ensidesa. Ya en 1984 se unió de nuevo a la entidad ovetense para convertirse en segundo entrenador hasta 2002, habiendo compartiendo banquillo con Nando Yosu, Luis Costa, Vicente Miera, Antonio Ruiz, Radomir Antić y Javier Irureta.

## Clubes
| Club        | País   | Año         | Partidos | Goles |
| ----------- | ------ | ----------- | -------- | ----- |
| CD Logroñés | España | 1955 - 1957 | 36       | 0     |
| Real Oviedo | España | 1957 - 1969 | 286      | 0     |